# Станислав Бајић
Станислав Станко Бајић (Нови Сад, 16. август 1915 — Београд, 6. август 1989) био је театролог, књижевник, позоришни критичар, историчар, драматичар, универзитетски професор, културни и позоришни радник, управник Српског народног позоришта.

## Биографија
Отац Станислава Бајића, Томислав, био је банкар, родом из Мазина у Лици, а мајка Вјекослава-Славица из угледне грађанске породице. Њен отац Фрањо Малин старији, био је градоначелник Петроварадина, а њен брат Фрањо Малин управник Музеја и Библиотеке Матице српске. Отац је погинуо 1929. године и од тада је са мајком и братом живео у кући Малинових у Петроварадину.

#### Школовање
Основну школу (1921—1925) и гимназију (1925-1933) завршио је у Новом Саду, а Правни факултет (1933-1937) у Београду . На истом факултету је апсолвирао два семестра докторантског курса 1938. године, али због рата није довршио рад на докторској дисертацији.

#### Предратни период
По завршетку студија, био је секретар планинарског друштва Фрушка гора и радио је као волонтер у Окружном суду у Новом Саду. Учествовао је у раду ОМПОК-а (Омладински културно-привредни покрет), а са пријатељима је 21. фебруара 1937. године основао омладинско удружење Култура, којим је руводио и које је било усмерено на неговање идеја општег пацифизма и култа разума, снаге и лепоте, искључујући сваку политику.
Пре Другог светског рата објављивао је чланке, есеје, приче и песме у разним часописима и листовима: Нови ђачки венац (1932), Летопис Матице српске (1936, 1937), Наш живот (1937, 1938), Војвођански зборник (1938, 1939).
У свом приватном издању је објавио 1937. роман Дени је заспао на путу за Пекинг, који је био забрањен и заплењен.
Пре рата је написао још и два драмска текста: Трансфузија душа и Председник. Иако их Бајић није објавио, рад на њима га је окренуо позоришној уметности, за коју ће остати трајно везан и у професионалном смислу након рата.

#### Други светски рат
Пријавио се као добровољац 6. априла 1941. године у војску, али је убрзо заробљен и одведен у заробљеништво у логор Сталаг VIII А у Заген-Герлицу Ту је заједно са Миланом Дединцом, професором Николом Гавриловићем и другима основао Српско логорско позориште у којем је био управник, редитељ и глумац. Ту је водио позориште готово професионално, сваког месеца је извођена премијера, а репертоар су чинила дела Стерије (Женидба и удадба, Лажа и паралажа, Зла жена), Јована Јовановића Змаја (Шаран, Три хајдука), Бранислава Нушића (Сумњиво лице, Два Лопова, Светски рат, Кијавица, Растко Немањић) као и комедије руских и француских класика.
Упоредо је предавао историју у логорској занатској школи и сарађивао у заробљеничком месечнику  Српски весник. У јесен 1943, као болесник, вратио се кући из заробљеништва.

#### Након ослобођења
После ослобођења, Бајић се налази на разним одговорним позицијама, наиме, у Војној управи за Банат, Бачку и Барању, извесно време је био управник издавачког предузећа Будућност у Новом Саду.

#### Позоришта
У јесен 1946, након смрти Жарка Васиљевића, постаје управник Српског народног позоришта, које се тада звало Војвођанско народно позориште. Ту је био на дужности од 18. октобра 1946 до 3. јула 1947. године. 
Када је дошао на дужност управника СНП, није имао довољно практичног позоришног искуства, али је имао доста знања из лектире и љубави за позориште, коју је носио од ране младости. И пре ангажмана у Српском народном позоришту, учествовао је у анализама репертоара, које је, у првим годинама после рата, организовао Агитпроп Покрајинског комитета. Интелигентан, богатог општег образовања, аналитичког духа, систематичан и савестан на послу, брзо је улазио у проблеме са којима се као управник сусретао. Дела предвиђена за репертоар Драме студиозно је читао, опредељујући се за национални и руски класични репертоар и савремене совјетске писце (уз две мађарске оперете и драматизацију Дикенсове приповетке Цврчак на огњишту). За стил његовог рада били су карактеристични присуство на пробама и представама и склоност да се упушта у расправе у којима је био умни и елоквентни говорник.
У то време је основао и водио Војвођански драмски студио, у рангу средње глумачке школе. Био је уредник позоришног листа: Војвођанска сцена и организовао је први Фестивал војвођанских професионалних позоришта, одржан у Новом Саду.
Почетком сезоне 1947/1948, постављен је за помоћника управника Народног позоришта у Београду, којим је руководио Велибор Глигорић, а на тој позицији остаје до 28. марта 1949. године. Поново предаје историју, овог пута у Драмском студију при Народном позоришту.

#### Педагошки рад
Будући да је у међувремену постао искусни позоришни зналац, именован је 1948. године за председника стручне комисије за реорганизацију позоришног школства у Југославији, па је у том својству обилазио све позоришне школе у земљи (Загреб, Љубљана, Нови Сад, Сарајево, Ниш), а рекапитуалција овог његовог истраживања и запажања, приказао је у реферату: Систем позоришног школства у Југославији на савезној конференцији посвећеној том питању.
Још од почетка наставе на Академији за позоришну уметност, од летњег семестра (29. марта 1949. године), Бајић је радио као предавач историје светског позоришта и драме, а у то време је поред Душана Матића био једини наставник у сталном радном односу. Такође је један период предавао и у Високој филмској школи.
Станислав Станко Бајић се убраја у осниваче Академије, а његов предмет му постаје главна професионална преокупација по чему ће остати у трајној лепој успомени генерацијама студената београдске Позоришне академије.

#### Докторска дисертација и хеленска позоришта
Године 1950. Станко Бајић се пријављује за рад на докторским студијама и уз свог ментора, познатог хеленисту, Милоша Ђурића, путује од 1952. у више наврата у Грчку. Тамо обилазе локалитете, позошришта у Делфима, Атини, Коринту, Епидаурусу и Спарти.

#### Практична потпора уз предмет:Историја светског позоришта и драмске књижевности
Професор Бајић је често одлазио на студијска путовања широм старог континента. 
- Тако је 1951. године успешно завршио курс елизабетанске драме у Стратфорду, а после курса је упознао рад Шекспирове библиотеке у Бирмингену.
- Године 1955. је у Бечу детаљно изучио Европску позоришну изложбу, упознао се са радом Позоришног института и са радом бечких позоришта.
- Као делегат Југославије на УНЕСКО-вом међународном семинару 1956. године у Халтерну (Западна Немачка) поднео је реферат: Уметност у образовању одраслих у Југославији и активно је учествовао у раду позоришне секције.
- Наредне, 1957. године у Паризу је упознао рад Националног драмског конзерваторијума и присуствовао јавним конкурсима студената у Одеону Приликом повратка упознаје Позоришни музеј Миланске Скале и значајно ренесансно позориште Театро Олимпицо у Вићенци.
- 1959. године у Паризу ради у Позоришној библиотеци Арсенал и Националној библиотеци припремајући студију Зола и Антоан.
- Шездесетих година Бајић наставља своја студијска путовања. Путује у Праг, Берлин, Лајпциг, Вајмар, где се упознаје са радом Филмских и позоришних школа, а на југу Француске (Лион, Оранж, Арл) се посвећује проучавању античких позоришта уз повремено враћање хеленској Грчкој.[3]

#### Хабилитација
Пошто је педесетих година 20. века Академија примала само хабилитационе радове, Бајић до 1955. године ради и предаје научни рад под именом: Паузе и објављивање доласка личности на старој грчкој сцени. Трочлана комисија, Милош Ђурић, Јосип Кулунџић, Томислав Танхофер, повољно оцењује тај рад и Бајићу доделила звање доцента 13. јуна 1955. године. Пет година касније, 13. јуна 1960, изабран је за ванредног професора, а 10. октобра 1967. постаје редовни професор.

#### Декан
Од 1. октобра 1964. до 30. септембра 1965. године, био је декан Академије за позориште, филм, радио и телевизију.

#### Пензија
Одлази у пензију 30. септембра 1978. године и тада престаје свака његова сарадња са Академијом, на којој је провео више од три плодне стваралачке деценије, испуњене савесним и преданим радом.

## Наслеђе
Друштвени ангажман професора Станислава Станка Бајића био је веома богат и плодан. Педесетих, шездесетих и седамдесетих година 20. века, био је веома присутан у културним, позоришним, филмским дешавањима и на разне начине им доприносио. Учествовао је у тематским расправама, био члан разних жирија, подносио уводне реферате на разним позоришним скуповима, подстицао и помагао позоришну издавачку делатност итд.
Такође, је остао везан и за свој родни град, те се укључивао у оснивање и рад Стеријиног позорја, Био је члан Уметничке комисије и дугогодишњи члан главног одбора Југословенских позоришних игара, све до 1981. године. Такође је био председник Савета Јавне и Мале трибине. Био је стални члан-сарадник Матице српске. За едицију Матице српске и СКЗ Српска књижевност у сто књига начинио је избор и дао опсежан предговор књизи драмских дела.

#### Драмска и друга дела
Поред педагошких обавеза, научног рада и бројних друштвених функција, написао је и:
- драму у три чина: Црв, која је штампана 1951, а потом и извођена
- две радио-драме: Осмех Марије Лујзе и Жаклина Дибоа чека инспектора изведене су на Радио-Београду и Радио-Љубљани.
- обрадио је за потребе радија више текстова других аутора (Жироду, О’Нил, прота Матеја Ненадовић)
- У рукописима је остало неколико драмских текстова: Лорета, Хотел и др.
- 1949. је написао сценарио за филм - Нушићеву Госпођу министарку - који је снимљен 1958, у режији Жоржа Скригина.
- Писао је предговоре разним књигама.
- У Народном позоришту Зрењанин је 1962. извођена драма Професор Мамлок Фридриха Волфа коју је превео Станислав Бајић, а у режији Љубише Ђокића.
- Поводом јубилеја - две деценије Академије за позориште, филм, радио и телевизију, 1971. године, издат је Алманах у којем је Бајић саставио историјат ове институције (1949-1970).[4]

## Награде и признања
- 1961. године – Спомен повеља СНП-а поводом стогодишњице рада;
- 1974. годин – Спомен плакета Града Београда;
- 1976. године – Велика плакета са повељом Универзитета уметности у Београду;
- 1976. године – Златна значка Културно-просветне заједнице Србије
- 1979. године – Орден рада са црвеном заставом;

#### Захвалнице за допринос
- у раду Одбора југословенске прославе 400-годишњице рођења Вилијама Шекспира (1964);
- за вишегодишњи ангажман у Стеријином позорју (1971);
- за сарадњу са Народним позориштем у Сарајеву (1971);
- Радио-Београдом (1979);
- Матицом српском (1986) и др.

У Музеју позоришне уметности Србије у сарадњи са Факултетом драмских уметности, 20. децембра 1989. године одржано је Вече сећања на професора Станислава Бајића где су узели учешћа: Огњенка Милићевић, Светозар Рапајић, др Никола Гавриловић, др Драган Клаић и Зоран Т. Јовановић (који је саставио опсежну биографију професора Станислава Бајића и као приређивач ју је приложио књизи: Од Есхила до наших дана, са радовима и огледима Станка Бајића). 

## Легат и завештање
Када је отишао у пензију, књиге из свог кабинета је поклонио Библиотеци Факултета драмских уметности.
Након његове смрти, супруга Станислава Бајића, Милена Бајић рођ. Рајић, судија вишег привредног суда, са којом се оженио 1945. године, предала је његову заоставштину Рукописном одељењу Матице српске, а изузетно богату библиотеку са око 6000 књига и драгоценом дукументационом грађом завештала је Библиотеци Матице српске.